# Peribatodes brevipennis
Peribatodes brevipennis är en fjärilsart som beskrevs av Barend J. Lempke 1970. Peribatodes brevipennis ingår i släktet Peribatodes och familjen mätare. Inga underarter finns listade i Catalogue of Life.